# Cubaan (scheikunde)
Cubaan (C8H8) is een synthetische koolwaterstof, bestaande uit acht koolstofatomen die gerangschikt zijn volgens de hoekpunten van een kubus. Elk koolstofatoom draagt één waterstofatoom. Cubaan is een van de platonische koolwaterstoffen. Het is een kristallijne vaste stof. Ondanks de relatieve eenvoud van de moleculaire structuur is de stof pas in 1964 voor het eerst gemaakt.

## Synthese
De synthese was een doorbraak op het gebied van de structuurchemie. Tot die tijd ging men ervan uit dat moleculen met een kubusachtig koolstofskelet niet praktisch konden bestaan. Men ging er tevens van uit dat de ongebruikelijk scherpe bindingshoek van 90° een te grote hoeveelheid ringspanning zou opleveren, waardoor de verbinding instabiel zou zijn. Tot ieders verrassing bleek cubaan een tamelijk stabiele verbinding te zijn. De stabiliteit is vooral kinetisch te verklaren: er zijn geen eenvoudige ontledingsroutes beschikbaar. Ondanks de ringspanning leidt ontleding van de verbinding in eerste instantie tot energetisch nog ongunstiger situaties.
De oorspronkelijke synthese van cubaan is een klassiek voorbeeld van hoe dit soort moleculen halverwege de 20e eeuw in de organische chemie werden bereid.

### Synthese van 2-broomcyclopentadienon
De uitgangsstof voor het eerste deel van de synthese is 2-cyclopentenon:
Reactie van de eerste stof met N-broomsuccinimide in tetrachloormethaan introduceert een broomatoom op een allylische plaats (dit is een Wohl-Ziegler-reactie), bromering hiervan met dibroom in pentaan en dichloormethaan levert het tribromide (3). Met behulp van tri-ethylamine als base worden in een eliminatiereactie twee equivalenten waterstofbromide verwijderd, wat tot 2-broomcyclopentadienon (4) leidt.

### Van 2-broomcyclopentadienon naar cubaan
Het tweede deel van de synthese start met de spontane dimerisatie via een diels-alderreactie van 2-broomcyclopentadienon tot 2. Deze reactie is analoog aan die van cyclopentadieen tot dicyclopentadieen. Voor de volgende stap is alleen het endo-isomeer bruikbaar. Door de aanwezigheid van de broomatomen is dit het enige isomeer dat gevormd wordt, omdat de relatief grote broomatomen zo ver mogelijk van elkaar en de carbonylgroep staan. De sterische hindering wordt daardoor geminimaliseerd.
Vervolgens worden de carbonylgroepen beschermd door ze om te zetten in acetalen met behulp van 1,2-ethaandiol, gekatalyseerd door p-tolueensulfonzuur in benzeen, waarna een van de twee acetalen weer met verdund zoutzuur teruggevormd wordt tot 3.
In de volgende stap wordt het endo-isomeer (3), dat twee dubbele bindingen bezit, in een fotochemische [2+2]-cycloadditie omgezet in een kooistructuur 4. Het broomketon wordt via een Favorskii-omlegging met behulp van kaliumhydroxide omgezet in een carbonzuur met een kleinere ring (5). Decarboxylering naar 7 vindt vervolgens plaats via het vormen van het overeenkomstig zuurchloride (bereid met thionylchloride en pyridine) en de tert-butyl-peroxide-ester 6 (bereid met tert-butylhydroperoxide en pyridine). Na verwijderen van de bescherming op de tweede carbonylgroep (8), wordt nogmaals een decarboxylering via 9 en 10 naar uiteindelijk cubaan (11) uitgevoerd.

## Anorganische kubussen en verwante verbindingen
De kubische structuur komt ook in de anorganische chemie voor. Een bekend voorbeeld daarvan vormen de clusters [Fe4-S4] die veel voorkomen in ijzer-zwavel-eiwitten. In dit soort verbindingen komen ijzer en zwavel afwisselend op de hoekpunten voor. Als alternatief kan de ijzer-zwavelgroepering als twee in elkaar geschoven tetraëders beschreven worden. Veel organo-metaalverbindingen vertonen kubische structuren, zoals (CpFe)4, (Cp*Ru)4Cl4 en (Ph3PAg)4I4,

## Eigenschappen en reacties
Cubaan en zijn derivaten beschikken over een aantal speciale eigenschappen. De bindingshoeken van 90° vertegenwoordigen een zekere ringspanning, waardoor cubanen makkelijk reageren: de verbindingen zouden geschikt kunnen zijn als hoge-dichtheids- en hoog-energetische brandstoffen en explosieven. Cubaan heeft van alle koolwaterstoffen de hoogste dichtheid (1,25 vergeleken met 0,66 voor hexaan) wat ook bijdraagt aan de mogelijkheden van energie-opslag. Als explosieven zijn hepta- en octanitrocubaan onderzocht. De toepassingen van cubanen in de nanotechnologie en in de farmaceutische industrie zijn nog steeds onderwerp van studie.
Cuneaan kan via een metaalgekatalyseerde sigmatrope reactie uit cubaan ontstaan.